# Momar Diagne
Pour les articles homonymes, voir Diagne.
Momar Diagne est un officier général de la marine sénégalaise, contre-amiral.

## Biographie
Il est chef d'état-major de la marine sénégalaise de[réf. souhaitée] 2016 jusqu'au 17 septembre 2019. Il est alors remplacé par Oumar Wade.